# 狩野海晟
狩野 海晟（かの かいせい、2002年2月8日 - ）は、宮城県仙台市出身のプロサッカー選手。Jリーグ・福島ユナイテッドFC所属。ポジションはミッドフィルダー(MF)。

## 来歴
モンテディオ山形ユース出身。
関東学院大学在学中の2023年1月にモンテディオ山形への2024年加入が発表された。3月には2023年の特別指定選手に登録された。
2024年3月13日のYBCルヴァンカップ1回戦のカターレ富山戦に公式戦初出場、6月9日のJ9第19節の大分トリニータ戦でリーグ戦初出場を果たす。
2025年、福島ユナイテッドFCに育成型期限付き移籍。

## 所属クラブ
- FC.セレスタ[3]
- FCみやぎバルセロナ[3]
- モンテディオ山形ユース（山形城北高校）[3][6]
- 関東学院大学
  - 2024年3月 - 11月 モンテディオ山形（特別指定選手）
- 2024年 -  モンテディオ山形
  - 2025年 -  福島ユナイテッドFC（育成型期限付き移籍）

## 個人成績
| 国内大会個人成績 | 国内大会個人成績 | 国内大会個人成績 | 国内大会個人成績 | 国内大会個人成績             | 国内大会個人成績 | 国内大会個人成績 | 国内大会個人成績 | 国内大会個人成績 | 国内大会個人成績 | 国内大会個人成績 | 国内大会個人成績 |
| 年度             | クラブ           | 背番号           | リーグ           | リーグ戦                     | リーグ戦         | リーグ杯         | リーグ杯         | オープン杯       | オープン杯       | 期間通算         | 期間通算         |
| 年度             | クラブ           | 背番号           | リーグ           | 出場                         | 得点             | 出場             | 得点             | 出場             | 得点             | 出場             | 得点             |
| 日本             | 日本             | 日本             | 日本             | リーグ戦                     | リーグ戦         | リーグ杯         | リーグ杯         | 天皇杯           | 天皇杯           | 期間通算         | 期間通算         |
| ---------------- | ---------------- | ---------------- | ---------------- | ---------------------------- | ---------------- | ---------------- | ---------------- | ---------------- | ---------------- | ---------------- | ---------------- |
| 2024             | 山形             | 28               | J2               | 3                            | 0                | 1                | 0                | 2                | 1                | 6                | 1                |
| 2025             | 福島             | 30               | J3               |                              |                  |                  |                  |                  |                  |                  |                  |
| 通算             | 日本             | 日本             | J2               | 3                            | 0                | 1                | 0                | 2                | 1                | 6                | 1                |
| 通算             | 日本             | 日本             | J3               | \|\|\|\|\|\|\|\|\|\|\|\|\|\| |                  |                  |                  |                  |                  |                  |                  |
| 総通算           | 総通算           | 総通算           | 総通算           | 3                            | 0                | 1                | 0                | 2                | 1                | 6                | 1                |

- 2023年は特別指定選手。出場無し

出場歴
- Jリーグ初出場：2024年6月9日 J2第19節大分トリニータ戦（NDソフトスタジアム山形）